# Centre pour l’Enseignement et le Perfectionnement de la Photographie Professionnelle
 (janvier 2024).
Le Centre pour l’enseignement et le perfectionnement de la photographie professionnelle (ou CE3P) est un lycée de photographie privé sous contrat et centre de formation pour adultes français. L’établissement a été fondé en 1971, et est situé à Ivry-sur-Seine.

## Historique
L'ACE3P a été créé par Serge Dailliez, en 1971, le « A » visant à rappeler le caractère associatif auquel appartenait alors l’école. À son ouverture, c'est un petit établissement parisien qui compte qu’une quinzaine d’élèves et un nombre réduit[évasif] d’enseignants. 
En 1976, l’école rejoint[pas clair] l’Éducation nationale et devient le centre de formation CE3P. Peu après, l'établissement ouvre sa première formation diplômante : le CAP Photographie[réf. souhaitée]. 
Dans le but de dispenser une formation pour chaque diplôme de photographie proposé par l’Éducation nationale, le CE3P a été la première école à ouvrir une classe de baccalauréat professionnel de photographie, en 1991, et est resté le seul pendant un an[réf. nécessaire]. En 1997 il a mis en place un BTS photographie.

## Infrastructure et équipements
D’abord installé à Paris, le CE3P a déménagé à deux reprises durant sa première décennie d’existence, pour répondre au nombre croissant d’étudiants. À la fin des années 1970 l’école atteint son emplacement actuel, à Ivry-sur-Seine.
En 2021, l'établissement dispose de locaux d’une surface totale de 2 600 m2, composés de trois studios de prise de vues, d’un laboratoire de développement noir et blanc et de trois salles numériques destinées au traitement des images.

## Formations
Le CE3P prépare aux deux diplômes d’État de photographie : le bac professionnel de photographie et le BTS de photographie. L’école disposait également d’une formation CAP photographie, puis BEP photographie, jusqu’à leur abrogation[réf. souhaitée]. 

## Carrières et débouchés
Parmi les nombreux débouchés possibles, peuvent être cités les différents métiers de la prise de vue et du traitement des images.
|                      | 2017 | 2018 | 2019 | 2020 | 2021 | 2022 | 2023 |
| -------------------- | ---- | ---- | ---- | ---- | ---- | ---- | ---- |
| Bac pro photographie | 100% | 80%  | 100% | 90%  | 90%  | 100% | 100% |
| BTS photographie     | 70%  | 80%  | 90%  | 100% | 96%  | 85%  | 100% |

## Liste des chefs d’établissement
- Serge Dailliez (de 1971 à 1981)
- Michel Courgenouil (de 1981 à 2008)
- Géraldine Dubreuil (à partir de septembre 2008)